# Czechówka (struga)
Czechówka – lewobrzeżny dopływ Bystrzycy. Rzeka odwadniająca południowo-wschodnią część Płaskowyżu Nałęczowskiego (zachodnia Wyżyna Lubelska) w tym blisko 51% powierzchni Lublina.
Źródła Czechówki znajdują się na gruntach wsi Motycz, zaś dolny jej odcinek przebiega przez centrum Lublina. Od ul. Wodopojnej do Unii Lubelskiej koryto rzeki przebiega pod powierzchnią terenu, zamknięte w betonowym kanale (1937 rok). Do Bystrzycy uchodzi na terenie dawnego Wielkiego Stawu Królewskiego, poniżej Starego Miasta.
Przepływ średni w profilu Ogród Botaniczny (lata 2003–2017) wynosił 0,09 m3·s–1, maksymalny - 5,53 m3·s–1, zaś minimalny - 0,005 m3·s–1.
Do początku XX w. na terenie lubelskiego Sławinka znajdowało się uzdrowisko zlokalizowane na zboczu doliny Czechówki i bazujące na żelazistych wodach źródlanych. Źródła całkowicie zanikły wraz z uruchomieniem ujęcia wód podziemnych „Sławinek” (1961 r.). Ich reaktywacja nastąpiła w okresie od wiosny 2000 r. do lipca 2003, dając odpływ nawet 5,5 m3·s–1, co nastąpiło wskutek zwiększonego zasilania atmosferycznego w latach 1999–2001.
Całkowita długość rzeki to 17,5 km. Aż 50,8 procent jej długości znajduje się dzisiaj w granicach miasta Lublina (8,9 km).
Czechówka prowadzi wody z trzech obszarów źródliskowych. Za początek strugi przyjęto źródła we wsi Motycz położone 227 m n.p.m. Drugi obszar znajduje się we wsi Płouszowice, stanowiąc odnogę południową strugi. W ostatnich latach ten ponad czterokilometrowy odcinek otrzymał swoją nazwę – Łazęga. Odnoga ta wpada do Czechówki w okolicach wsi Konopnica z jej prawego brzegu. W Konopnicy znajduje się ostatni obszar źródliskowy.
W dolinie strugi zlokalizowano łącznie 37 źródeł. Jedynie 19 z nich to źródła czynne, w znakomitej większości o bardzo niskiej wydajności. Zaledwie 3 z nich posiada wydajność większą niż 1 litr wody na sekundę. Całkowita zlewnia cieku wodnego to 78,5 km². Ujście rzeki znajduje się na terenie lubelskiej dzielnicy Tatary.
W XXI wieku rzeka nie przypomina tej z początków minionego stulecia. Prace melioracyjne częściowo zmieniły bieg jej koryta, sama rzeka jest o wiele płytsza.
Na terenie Lublina dno doliny Czechówki wykorzystywane jest jako szlak ważnej arterii komunikacyjnej tzw. Trasy W-Z (al. Solidarności – al. Tysiąclecia). W związku z budową przedłużenia Alei Solidarności do węzła „Lublin Sławinek” w latach 2012–2014 zniszczono ostatni niezdegradowany przez człowieka fragment doliny. Malownicze meandry z otaczającymi je podmokłymi łąkami i stawami położone na wysokości Muzeum Wsi Lubelskiej zostały zasypane, a rzekę poprowadzono w prostym, betonowym korycie.
Dopływy: lewobrzeżna Łazęga i prawobrzeżna Konopniczanka (także: Dopływ z Konopnicy).
Dzielnice Lublina położone w dorzeczu Czechówki:
- prawobrzeżne:
  - Szerokie
  - Sławin
  - Wieniawa
  - Śródmieście
  - Stare Miasto
- lewobrzeżne:
  - Sławinek
  - Czechów
  - Kalinowszczyzna